# 李亚敏
李亚敏（1954年—），女，河南临颍人，中国射击运动员，曾任第四、五、六届全国人大代表。